# Carex kansuensis
Carex kansuensis là một loài thực vật có hoa trong họ Cói. Loài này được Nelmes mô tả khoa học đầu tiên năm 1939.